# 이돈직
이돈직(1888년경?~1946년경?)은 전직 계룡건설 명예회장 등을 지낸, 고 이인구(전직 무소속 재선 국회의원)의 조부인데 대전지역 유지인 고 이인구가 조부인 이돈직을 독립유공자로 만들기 위해 독립운동가 김용원의 행적에 가짜 사실을 끼워넣기 하고 기것이 기록된 기념비 철거 소동까지 있었다. <오마이뉴스>는 2003년 첫 보도에서 "대전지역 대표적 독립운동가 중 한 명으로 꼽히는 김용원 선생의 독립운동 행적에 무명의 '이돈직' 끼워넣기로 독립운동가를 만들려는 첫 시도"라고 고발했다. 이돈직을 기리는 기념비는 2003년 당시 대전시내에 무궁화동산, 은평공원(월평공원), 효평동 이렇게 3곳이 있었다. 2019년 현재 월평공원 휘호비와 생애비, 무궁화동산 공적비와 휘호비는 철거된 상태인데, 힘있는 후손에 의해 조상의 공적이 원색적으로 부풀려지는 대표적인 사례이기도 하다.

## 오마이뉴스의 가짜 독립유공자 추적
이돈직은 고 이인구 계룡건설 명예회장(전직 무소속 재선 국회의원)의 조부인데 이인구 측은 이돈직이 일제강점기 당시 만세운동을 하거나 의병 창의군 중군장을 맡았다고 하지만 사실이 확인되지 않았다. 이돈직의 경우 자손들이 조상을 독립운동가로 만들기 위해 타인의 공적에 끼워 넣거나 없는 사실을 만들어 내기도 한 사례로 유명하다.
오마이뉴스는 2003년 12월 '독립투사의 공적비가 변조된 사연'을 보도했다. 대전애국지사숭모회 등이 대전지역 곳곳에 세운 이 명예회장의 조부인 고 이돈직씨 비문에 새겨진 항일운동 행적, 애국지사 김용원 선생과 함께 독립운동을 했다는 비문 등은 "확인되지 않았고 무리하게 끼워넣어진 것"이라고 내용이다. 특히 대전시로부터 지원을 받아 은평공원(월평공원)에 세워진 이돈직 생애비와 휘호비는 당초 사업 목적에도 맞지 않는데다 휘호비의 경우 '불법 조형물'로 확인됐다고 지적했다.
이에 대해 이 명예회장 등은 지난 2004년 4월 <오마이뉴스>와 MBC를 상대로 모두 16억원(<오마이뉴스> 6억원). 2심에서는 12억원(<오마이뉴스> 3억원)의 손해배상을 청구하는 소송을 제기했다. 그러나 법원은 이인구 계룡건설산업 명예회장 조부의 항일운동 행적은 '확인되지 않은 것'이라는 <오마이뉴스> 보도에 대해 "허위 내용으로 볼 수 없다"고 판단했다.
대전지방법원 제3민사부(재판장 이병렬)는 이인구 명예회장 등이 "조부의 반일 항일투쟁 경력을 조작한 것처럼 허위사실을 보도해 명예를 훼손하고 계룡건설의 사회적 가치를 저하시켰다"며 <오마이뉴스> 등을 상대로 제기한 손해배상청구 소송에 대해 2006년 2월 "이유 없다"며 기각했다.
2006년 10월 대전고등법원 제 2민사부는 계룡건설 이인구 명예회장 등이 "조부의 반일 항일투쟁 경력을 조작한 것처럼 허위사실을 보도해 명예를 훼손하고 계룡건설과 의 사회적 가치를 저하시키고 조부의 명예를 훼손시켰다"며 <오마이뉴스> 등을 상대로 제기한 손해배상청구 소송에 대해 원심 판결 그대로 "이유 없다"며 기각했다. MBC에 대해서도 3000만원을 지급하고 '정정보도' 하라는 원심을 깨고 계룡건설 측의 청구를 기각했다. 원고 측은 고등법원 판결 후 상고를 제기하지 않아 소송이 종결됐다.
재판부는 판결문에서 "이인구 명예회장 조부가 반일 항일투쟁을 하고 애국지사 김용원과 함께 독립운동을 하였다는 원고 측의 주장을 입증할 만한 실증적인 자료를 찾아보기 어려운 점 등에 비춰볼 때 기사 내용은 진실에 부합하거나 진실로 믿을 만한 상당한 이유가 있다"고 판시했다.
재판부는 또 해당 단체가 국고를 지원받아 엉뚱한 사람의 공적비를 세웠다는 <오마이뉴스> 보도에 대해서도 "대전애국지사숭모회가 대전시로부터 보조금을 신청하면서 계룡건설 이 명예회장 조부에 대해서는 사업 내용에 포함시키지 않았다"며 "진실에 부합된다"고 덧붙였다.
2003년 당시 <오마이뉴스>는 이 어처구니없는 독립운동가 비문변조사건을 한 달 가까이 현장 취재를 통해 심층 추적했다. 이돈직의 후손들이 1999년 1월 22일 국가보훈처에 이돈직을 독립유공자로 서훈해 달라고 신청하기까지 했다. 이돈직의 공적 부풀리기에는 전 충남대 모 총장을 포함한 역사·철학과 교수 등 5명이 추천서명 등에 가담했고 중도일보 등 언론의 보도도 관계됐다.
2003년 당시 이돈직이 등장하는 기념물은 다음과 같다.
1. 은평공원(월평공원) 휘호비·생애비: 2000년 11월 건립. 앞면에는 이돈직의 생애와 휘호가, 뒷면에는 김용원 선생의 생애와 휘호가 새겨져 있다. 김용원 선생의 후손이 이 비석에서 이돈직이라는 이름을 처음 보면서 사건은 세상에 알려지기 시작한다.
2. 원정동 김용원 선생 공적비: 김용원 선생의 묘비 앞에 세워진 비석. 1990년 대전시장이 새겨넣은 원판 비문을 97년 떼어내고 다시 새겨 넣었는데, 그 과정에서 이돈직의 이름이 등장한다.
3. 효평동 이돈직 공적비: 97년 한국독립유공자협회 이덕산 회장이 세운 비석.
4. 대덕구 비래동산(무궁화동산) 비문: 94년 대전애국지사숭모회 세운 비석. 이 비석에는 이돈직이 만세운동을 주도했고, 김용원 선생이 이 운동에 참여했다는 기록이 제일 처음 나온다. 하지만 김용원 선생은 만세운동에 참여했던 적이 없다.
이돈직을 기리는 기념비는 2003년 당시에만 무궁화동산, 은평공원(월평공원), 효평동 이렇게 3곳이 있었다. 1997년 3월에 대전광역시 동구 효평동에 세운 '이돈직 공덕비'에는 의병활동과 만세운동의 공적이 빼곡히 기재돼 있었다. 효평동 공덕비에는 또 한 가지 눈길을 끄는 대목이 있었다. "대덕구 비래동산에 지금도 그 유적비가 남아 있어 옛 시절을 말해주고 있다"는 글귀였다.
대덕구 무궁화동산(비래동산)에 세워진 '기미 3·1독립만세기념비건립기'와 표지석. 1994년 3월 1일 새겨진 이 비문에 "이 지역에 만세운동을 지휘주도한 선열로는 의병인 창의군 일대 중군장 이돈직 선생이었다. … 김용원, 김태원 선생… 등이 만세운동 주도자이시다"라고 새겨져 있었다.

## 이돈직 기념물 철거
대전 서구청은 2004년 은평공원(대전광역시 서구 월평동)에 세워진 이돈직의 생애비를 철거했다.
대전시는 2009년 7월 10일 은평공원(월평공원.대전시 서구 월평동)에 있던 계룡건설 이인구 명예회장 조부의 휘호비를 철거했다. 2000년 건립돼 10년째 서 있던 이 명예회장 조부의 휘호비(높이 4.3m 폭 1.4m)는 이날 중장비에 의해 쪼개져 건축 폐기물로 실려 나갔다. 이날 휘호비 철거는 비문을 철거하라는 대전고등법원 판결에 따른 것이다.
대전 대덕구(구청장 박정현)는 2019년 7월 24일 대덕구 무궁화동산에 있는 계룡건설 고 이인구 전 명예회장(전 국회의원)의 조부인 이돈직의 독립운동 행적을 담은 공적비와 기념비를 철거했다. 독립운동 여부가 확인되지 않은 사람의 공적비와 기념비였다. 비문이 세워진 지 25년, <오마이뉴스>가 '가짜 독립운동가' 의혹을 제기한 지 16년 만의 일이다. <오마이뉴스>는 2003년 첫 보도에서 "대전지역 대표적 독립운동가 중 한 명으로 꼽히는 김용원 선생의 독립운동 행적에 무명의 '이돈직' 끼워넣기로 독립운동가를 만들려는 첫 시도"라고 고발했다.
철거된 공적비와 기념비는 이 명예회장이 고문으로 있던 대전애국지사숭모회가 지난 1994년 세웠다. 공적비 이름이 '기미 3.1독립만세기념비건립비'로 돼 있지만 실제 내용은 "이 지역에 만세운동을 지휘 주도한 선열로는 의병인 창의군 일대 중군장 이돈직 선생이었다. … 김용원, 김태원 선생… 등이 만세운동 주도자이시다"라고 돼 있다.
이번 철거로 이돈직의 독립운동을 기리는 기념물은 대전 동구 효평동에 있는 비문만이 남았다. 동구 효평동 비문은 1997년 한국독립유공자협회가 세운 것으로 이돈직의 의병 활동과 만세운동을 기록하고 있다. 비문을 세운 한국독립유공자협회는 이돈직의 독립운동 사실이 확인되지 않았다는 비판에 직면했지만 비문 수정을 거부해 왔다.